# نوسان‌ساز حلقوی

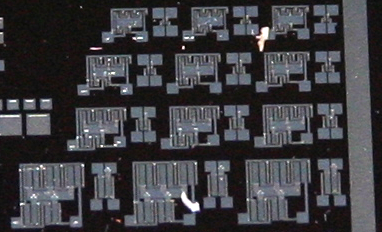
نوسان‌سازهای حلقه با استفاده از ماسفتهای نوع P بر روی سیلیکون ساخته‌شده.

طرح‌واره‌ای از یک نوسان‌ساز حلقه سه معکوس‌کننده ساده که فرکانس خروجی آن (شش برابر تأخیر معکوس‌کننده)/۱ است.

نوسان‌ساز حلقوی وسیله‌ای است که از ترکیب تعداد فردی از دروازه‌های NOT در یک حلقه تشکیل شده‌است، که خروجی آن بین دو سطح ولتاژ در نوسان است. دروازه‌های نات، یا معکوس‌کننده‌ها در یک زنجیره به هم وصل شده‌اند و خروجی آخرین معکوس‌کننده به ورودی اول بازخورد داده می‌شود.

## عملکرد
برای درک عملکرد نوسان‌ساز حلقوی، ابتدا باید تأخیر دروازه را درک کرد. در یک قطعه فیزیکی، هیچ دروازه‌ای نمی‌تواند فوراً تغییر کند. به عنوان مثال در قطعه ساخته شده با ماسفت، برای جاری شدن جریان بین سورس و درین، باید خازن گیت شارژ شود؛ بنابراین، خروجی هر معکوس‌کننده در یک نوسان‌ساز حلقوی بعد از مقدار محدودی از زمان تغییر ورودی، تغییر می‌کند. از این‌جا به راحتی می‌توان دریافت که اضافه کردن معکوس‌کننده‌های بیشتر به زنجیره باعث تأخیر در کل دروازه می‌شود و فرکانس نوسان را کاهش می‌دهد.
اگر 't' نمایانگر تأخیر زمان برای یک معکوس‌کننده باشد و 'n' تعداد معکوس‌کننده‌های موجود در زنجیره معکوس‌کننده را نشان دهد، سپس فرکانس نوسانات توسط
{\displaystyle f={\frac {1}{2tn}}} .

## جیتر
زمان تناوب نوسان‌ساز حلقوی به صورت تصادفی{\displaystyle T=T+T'} که {\displaystyle T'} مقداری تصادفی است، ارتعاش می‌کند. در مدارهای با کیفیت بالا، اندازه{\displaystyle T'} در مقایسه با {\displaystyle T} بسیار کم‌تر است. این تغییر در زمان تناوب نوسان‌ساز، جیتر نام دارد. اثرات دمای محلی باعث می‌شود زمان تناوب نوسان‌ساز حلقوی به بالا و پایین متوسط زمان تناوب بلند مدت منحرف شود. هنگامی که سیلیکون سرد است، تأخیر انتشار کمی کوتاه‌تر است و باعث می‌شود که نوسان‌ساز حلقوی با فرکانس کمی بالاتر کار کند، که درنهایت دمای موضعی را بالا می‌برد. هنگامی که سیلیکون گرم است، تأخیر انتشار کمی طولانی‌تر است و باعث می‌شود که نوسان‌ساز حلقوی با فرکانس کمی پایین‌تر کار کند، که در نهایت دمای موضعی پایین می‌آید؛ بنابراین، فرکانس نوسان‌ساز حلقوی سیلیکونی به‌طور کلی هنگامی که دمای محیط ثابت باشد و عوامل انتقال گرما از قطعه به محیط اطراف تغییر نکند پایدار خواهد بود. البته توجه داشته باشید که مواد الکترونیکی غیر از سیلیکون ممکن است رابطه مثبتی بین دما و تأخیر انتشار نداشته باشند. اگر رابطه منفی باشد، فرکانس می‌تواند ناپایدار شود (و حتی از نظر تئوری فرار حرارتی نیز ممکن است).

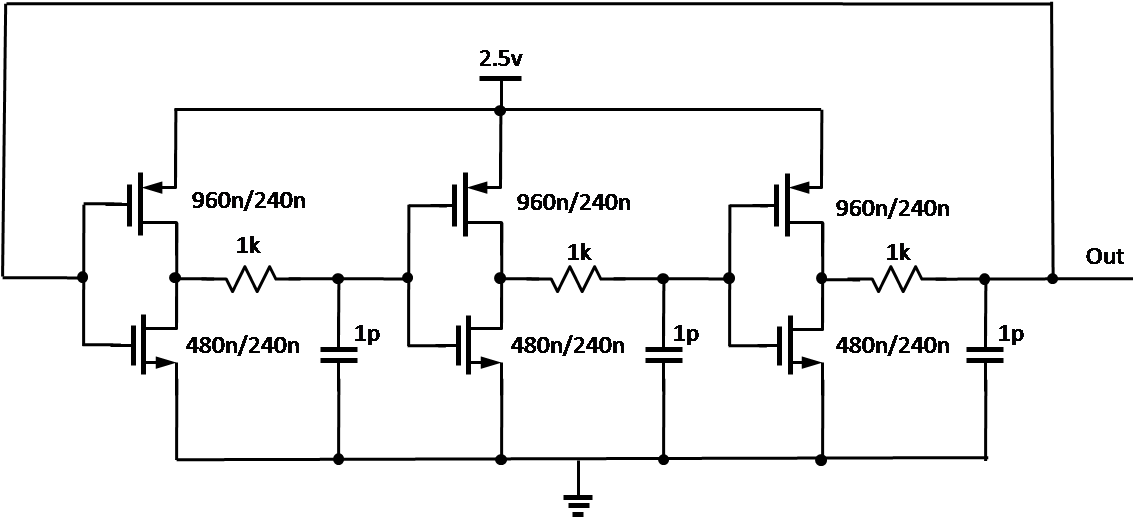
یک سطح ترانزیستور از یک اسیلاتور حلقوی سه طبقه‌ای با تأخیر در یک فرایند سیماس ۲۵صدم میکرومتر.

## کاربردها
- اسیلاتور کنترل‌شده با ولتاژ در اکثر حلقه قفل‌شده فاز‌ها از یک نوسان‌ساز حلقوی ساخته شده‌است.
- جیتر نوسان‌ساز حلقوی معمولاً در سخت‌افزار تولیدکننده‌های شماره تصادفی استفاده می‌شود.[۲][۳][۴]
- یک نوسان‌ساز حلقوی گاهی برای نشان دادن سخت‌افزار جدید یک فناوری استفاده می‌شود، مشابه با روشی که یک برنامه «سلام، دنیا!» اغلب برای نشان دادن یک فناوری نرم‌افزاری جدید استفاده می‌کند.[۵][۶]
- بسیاری از ویفرها شامل یک نوسان‌ساز حلقوی به عنوان بخشی از ساختارهای تست ویفر هستند. از آنها در طول آزمایش ویفر برای اندازه‌گیری اثرات تغییرات فرایند تولیدی استفاده می‌شوند.[۷]
- از نوسان‌ساز حلقوی نیز می‌توان برای اندازه‌گیری تأثیر ولتاژ و دما بر روی تراشه استفاده کرد.[۸]

## یادداشت
1. ↑  Mandal, M.K. & Sarkar, B.C."Ring oscillators: Characteristics and applications"
2. 1 2  «A Provably Secure True Random Number Generator with Built-in Tolerance to Active Attacks» (PDF). بایگانی‌شده از اصلی (PDF) در ۴ مارس ۲۰۱۶. دریافت‌شده در ۴ آوریل ۲۰۲۰.
3. 1 2  Andy Green.
Whirlygig GPL Hardware RNG بایگانی‌شده  در ۱۵ ژانویه ۲۰۱۳ توسط Wayback Machine.
2010.
4. ↑  THE INTEL RANDOM NUMBER GENERATOR. CRYPTOGRAPHY RESEARCH, INC
5. ↑  Slashdot Science: "IBM Creates Ring Oscillator on a Single Nanotube"
6. ↑  Slashdot Hardware: "World's First Completely Transparent IC"
7. ↑  "Ring oscillators for CMOS process tuning and variability control" بایگانی‌شده  در ۳ ژوئن ۲۰۱۲ توسط Wayback Machine
by BHUSHAN Manjul; GATTIKER Anne; KETCHEN Mark B. ; DAS Koushik K.
8. ↑  "Analysis of a ring oscillator based on-chip thermal sensor" بایگانی‌شده  در ۲۰۱۴-۰۳-۲۸ توسط Wayback Machine